# Włochatka ciemna

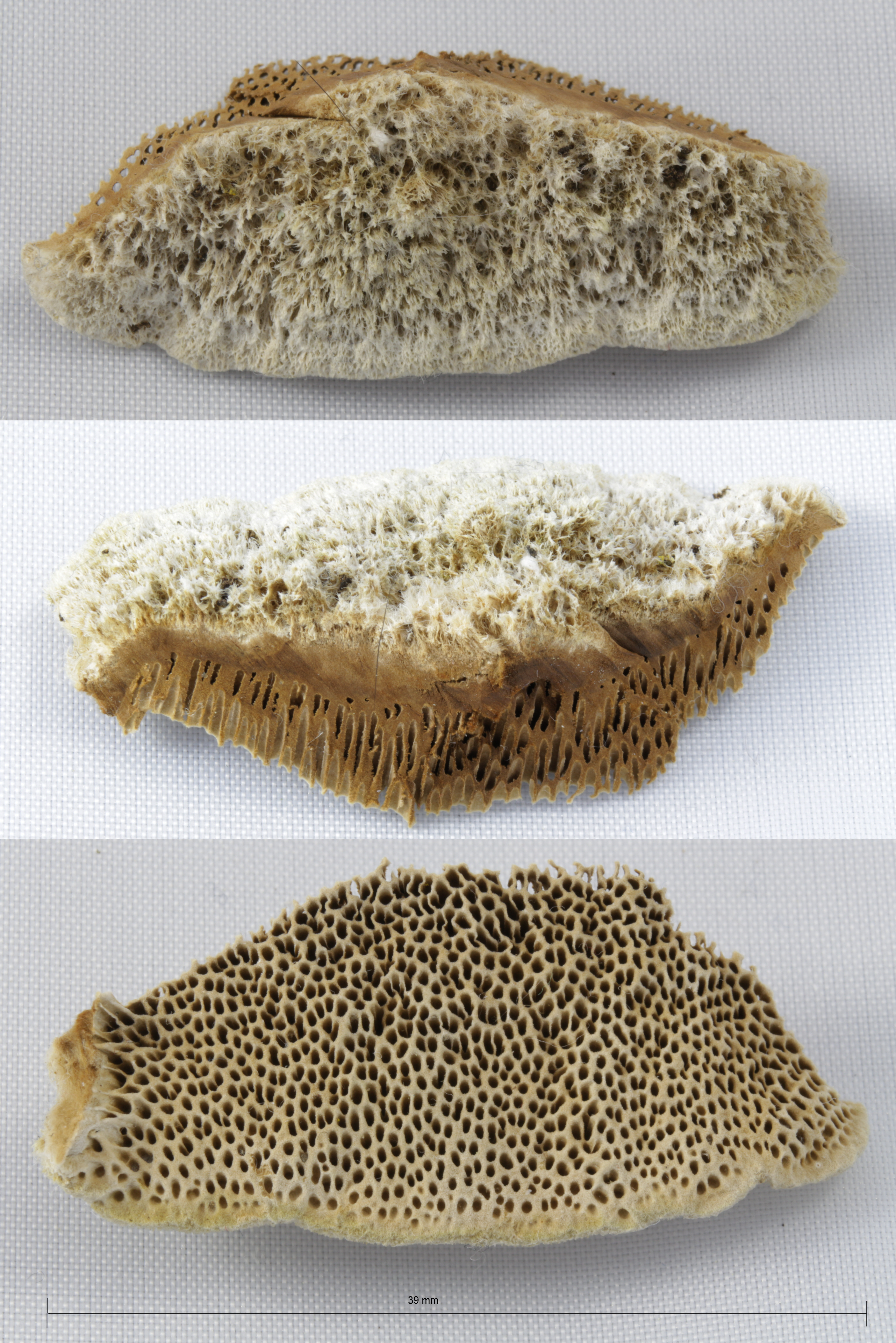
Morfologia

Włochatka ciemna (Coriolopsis gallica (Fr.) Ryvarden) – gatunek grzybów z rodziny żagwiowatych (Polyporaceae). 

## Systematyka i nazewnictwo
Pozycja w klasyfikacji według Index Fungorum: Coriolopsis , Polyporaceae, Polyporales, Incertae sedis, Agaricomycetes, Agaricomycotina, Basidiomycota, Fungi.
Po raz pierwszy zdiagnozował go w 1821 r. Elias Fries, nadając mu nazwę Polyporus gallicus. Obecną, uznaną przez Index Fungorum nazwę nadał mu Leif Ryvarden w 1973 r.
Synonimów naukowych ma około 50. Niektóre z nich:
- Cerrena gallica (Fr.) Zmitr. 2001
- Coriolopsis extenuata (Durieu & Mont.) Domański 1967
- Funalia extenuata (Durieu & Mont.) Domański 1967
- Hexagonia gallica (Fr.) Teixeira 1994
- Trametella extenuata (Durieu & Mont.) Domański 1968

Polską nazwę nadał Władysław Wojewoda w 1999 r., wcześniej gatunek ten opisywany był przez Stanisława Domańskiego jako brunatka włochata, inne źródła wymieniają też nazwę brunatka kosmata. 

## Morfologia
Owocnik
Jednoroczny, do podłoża przyrasta zazwyczaj bokiem, rzadko tylko jest rozpostarty. Ma półkulisty, konsolowaty lub poduszeczkowaty kształt. Szerokość do 10 cm, grubość do 15 cm. Brzeg jaśniejszy, tępy i stopniowo przechodzący w hymenofor. Górna powierzchnia o barwie początkowo kremowożółtej, potem brązowawej, w końcu orzechowobrunatnej. Jest guzowata i omszona gęstymi i miękkimi włoskami. Włoski na obrzeżu owocnika jaśniejsze, w środku ciemniejsze i dłuższe, czasami przejścia barw włosków tworzą koncentryczne strefy. Hymenofor jednowarstwowy, rurkowaty, u młodych owocników białawy, potem kremowobeżowy. Rurki o długości do 15 mm, przy brzegu krótsze. Mają ostre ostrza i duże, pięciokątne, i nieregularne pory. Miąższ cienki, korkowaty, początkowo jasny, potem beżowoorzechowy, w końcu orzechowobrązowy. Zapach grzybowy, słaby. 
Cechy mikroskopowe
Strzępki generatywne cienkościenne ze sprzążkami, luźno i rzadko ułożone, nieamyloidalne. Mają średnicę 2–4,5 μm. Strzępki szkieletowe grubościenne, w kontekście i tramie o barwie złoto-brunatnej, we włoskach przeźroczyste. Mają średnicę  2,5–6 μm. Strzępki łącznikowe zwarte, o jasnobrunatnej barwie i średnicy  2,5–4,5 μm. W hymenium brak cystyd i innych elementów. Podstawki 4-sterygmowe, o wymiarach  20–40 x 5,5–8 μm, ze sprzążką w podstawie. Zarodniki cylindryczne, hialinowe, cienkościenne, gładkie, nieamyloidalne, o wymiarach 10–16 × 3–5 μm.

## Występowanie i siedlisko
Znane jest występowanie tego gatunku w Ameryce Północnej, Europie, w Chile, na Wyspach Kanaryjskich i w Gruzji. W Europie na północy sięga po około 62 stopień szerokości geograficznej w Szwecji. W Polsce jest rzadki. Znajduje się na Czerwonej liście roślin i grzybów Polski. Ma status R – gatunek potencjalnie zagrożony z powodu ograniczonego zasięgu geograficznego i małych obszarów siedliskowych. Znajduje się na listach gatunków zagrożonych także w Austrii, Niemczech, Anglii, Holandii, Szwecji. 
Saprotrof rosnący na martwym drewnie w lasach liściastych, parkach, przy drogach. Rozwija się na pniakach oraz na leżących na ziemi pniach drzew i gałęziach drzew liściastych. W Polsce notowano jego występowanie na drewnie klonu jawora, olchy szarej, buka pospolitego, jesiona wyniosłego, topoli osiki, wierzby. Powoduje białą zgniliznę drewna.

## Gatunki podobne
Podobna jest włochatka jasna (Trametes trogii), ale jest jaśniejsza, ma biały kontekst i białawe pory. Owłosiony owocnik ma także wrośniak szorstki (Trametes hirsuta), ale również jest jaśniejszy, ponadto jego owocnik jest cieńszy.